# Live in Boston (album Fleetwood Mac)
Live in Boston è un album live dei Fleetwood Mac, uscito nel 2004. Il disco è presente nel box set con doppio DVD omonimo e vede la presenza nella band di Lindsey Buckingham, Stevie Nicks, Mick Fleetwood e John McVie. Segue la pubblicazione dello studio album Say You Will del 2003.

## Tracce
1. Eyes of the World – 3:28
2. Dreams – 4:28
3. Rhiannon – 5:17
4. Come – 8:24
5. Big Love – 3:01
6. Landslide – 4:15
7. Silver Springs – 5:25
8. I'm So Afraid – 9:39
9. Stand Back – 6:44
10. Go Your Own Way – 7:16

## Formazione
- Lindsey Buckingham - voce e chitarra
- Mick Fleetwood - batteria e percussioni
- John McVie - basso
- Stevie Nicks - voce
- Jana Anderson – cori
- Sharon Celani – cori
- Neale Heywood – chitarra, cori
- Taku Hirano – percussioni
- Steve Rinkov – batteria
- Carlos Rios – chitarra
- Brett Tuggle – tastiera, chitarra, cori